# Riw
Der Riw (ukrainisch Рів) ist ein 104 km langer rechter Nebenfluss des Südlichen Bug in der Ukraine. Er entwässert ein Gebiet von 1.162 Quadratkilometern.

## Verlauf
Der Riw entspringt im Gebiet der Podolischen Platte im Westen der Ukraine bei Slobidka-Ochrimowezka in der Oblast Chmelnyzkyj und fließt mit vielen Schlaufen und kleinen Mäandern durch die flache Landschaft gegen Osten. Das Gewässer ist im niedrigen Flusstal an zahlreichen Stellen mit Dämmen zu Weihern und Seen aufgestaut. In der Oblast Chmelnyzkyj durchquert der Fluss das Gebiet von Netechnynzi und erreicht südlich von Jawtuchyj die Oblast Winnyzja. Nach 20 km fließt er durch die Stadt Bar, den Hauptort des Rajons Bar. Unter dem Ruinengebiet der ehemaligen Festung von Bar erstreckt sich die breite Auenlandschaft, wo der Fluss ein weites Feuchtgebiet bildet, das als Vogelschutzgebiet bekannt ist. Bei Bar überqueren die Brücke der Hauptstraße von Kiew nach Czernowitz sowie eine weitere Straßenbrücke und eine Industriebahn den Fluss.
Östlich von Bar fließt der Riw durch Antoniwka, Tokariwka und Seweryniwka, wo ihn die Eisenbahnbrücke der Linie Chmelnyzkyj–Schmerynka an der Bahnstrecke Krasne–Odessa überspannt. Im kleinen Dorf Riw überquert die Hauptstraße Schytomyr–Mohyliw-Podilskyj den Fluss, der danach stets weiter in östlicher Richtung durch Tartak, Brajiliw und Demydiwka fließt und westlich von Hniwan, oberhalb der Eisenbahnbrücke an der Strecke Kiew–Odessa, von rechts in den Südlichen Bug mündet.